# Medeola
Medeola, monotipski rod trajnica iz porodice ljiljanovki, smješten u vlastitu potporodicu Medeoloideae. Jedina vrsta je M. virginiana, rasprostranjena od Hudsonovog zaljeva na sjeveru istočnog dijela Sjeverne Amerike, na jug do Meksičkog zaljeva.
To je trajnica koja naraste do 30 cm visine (jednu stopu). Zbog jestivih rizoma (kuhanog ili sirovog) okusa na krastavac, poznata je pod narodnim nazivom »indijanski krastavac«.
- M. virginiana
- M. virginiana
- M. virginiana
- M. virginiana, plod

## Sinonimi
- Gyromia Nutt.
- Gyromia acuminata Raf.
- Gyromia cuneata Raf.
- Gyromia virginica (Christm.) Nutt.
- Gyromia virginica var. picta Nutt.
- Medeola verticillifolia Stokes
- Medeola virginica Christm.